# Ртутьдикальций
Ртутьдика́льций — бинарное неорганическое соединение, интерметаллид
кальция и ртути
с формулой Ca2Hg,
кристаллы.

## Получение
- Сплавление стехиометрических количеств чистых веществ в инертной атмосфере:

{\displaystyle {\mathsf {2Ca+Hg\ {\xrightarrow {530^{o}C}}\ Ca_{2}Hg}}}

## Физические свойства
Ртутьдикальций образует кристаллы ромбической сингонии, пространственная группа P nma, параметры ячейки a = 0,786 нм, b = 0,489 нм, c = 0,987 нм, Z = 4,
структура типа дихлорида свинца PbCl2
.
Соединение образуется по перитектической реакции при температуре 530 °C.